# Reaumuria sivasica
Reaumuria sivasica är en tamariskväxtart som beskrevs av Kit Tan och B. Yildiz. Reaumuria sivasica ingår i släktet Reaumuria och familjen tamariskväxter. Inga underarter finns listade.